# Şehzade Halil
 (mars 2020).
Si vous disposez d'ouvrages ou d'articles de référence ou si vous connaissez des sites web de qualité traitant du thème abordé ici, merci de compléter l'article en donnant les références utiles à sa vérifiabilité et en les liant à la section « Notes et références ».
Pour les autres princes portant le même titre, voir Şehzade.
Şehzade Halil (en arabe : شاهزاده خليل), né vers 1346 en Bithynie et mort exécuté vers 1362, il est le fils d'Orhan, le second sultan ottoman.
Il a été exécuté sur ordre de son frère Mourad Ier, le successeur d'Orhan après avoir conspirer lui et Şehzade Ibrahim contre son frère avec le bey des Karamanides Dâmâd `Ala' al-Dîn `Alî.

## Biographie
Şehzade Halil le fils d'Orhan et de Théodora Hatun.
Sa mère resta chrétienne après son mariage et soutint activement les chrétiens vivant sous domination ottomane. En 1346, elle donna naissance à Halil, qui fut capturé, alors qu'il n'était encore qu'un enfant, par des pirates génois qui exigèrent une rançon. L'empereur byzantin Jean V Paléologue joua un rôle dans sa libération. Plus tard, Şehzade Halil épousa Irina Paléologue, la fille de Jean V Paléologue et de la sœur de Théodora, Hélène Cantacuzène.

### Enlèvement
Au milieu du XIVe siècle, la piraterie le long des côtes de la mer Égée et de la mer de Marmara était répandue. Les pirates ont généralement enlevé des personnes pour obtenir une rançon. En 1357, ils ont enlevé Halil près d'İzmit (ancienne Nikomedia) sur la côte de Marmara. On ne sait pas s'ils connaissaient à l'avance l'identité de leur proie, mais en l'apprenant, ils se sont enfuis à Phocée (Foça moderne) sur la côte égéenne. Phocée était un fort byzantin récemment capturé de la république de Gênes et commandé par Léon Kalothétos.
Orhan a fait appel à l'empereur byzantin Andronic IV Paléologue pour sauver son fils. Il a proposé d'annuler les dettes byzantines et a promis de ne pas soutenir les revendications de la famille Cantacuzène sur le trône byzantin. Andronic a accepté et a tenté de sauver Halil, mais Léon était réticent et en 1358 Andronikos a dû assiéger Phocée avec une petite flotte de trois navires (dont les dépenses ont été payées par Orhan).
Il a également appelé Ilyas Bey, le souverain de Saruhan (un petit beylik turkmène en Anatolie occidentale formé après la désintégration du sultanat de Roum), pour une opération conjointe contre Phocée. Cependant, Ilyas jouait des deux côtés et prévoyait d'enlever Andronic lors d'une partie de chasse. Néanmoins, Andronic a pu anticiper ses plans en l'arrêtant. Sans la collaboration d'Ilyas Bey, il a levé le siège. Après l'échec des opérations de 1358, Orhan est venu à Scutari (Üsküdar moderne) sur la rive asiatique du Bosphore pour des entretiens et a accepté de payer 30 000 ducats en rançon. En 1359, Halil est libéré.

### Conséquences
Dans le cadre de l'accord, Halil a été fiancé à sa cousine germaine, Irina Paléologue, la fille de 10 ans de Jean V Paléologue. Le prince ottoman et la princesse byzantine se sont mariés plus tard et ont eu deux fils, Gündüz Bey né en 1361 et Ömer Bey né en 1362.
Depuis que le frère aîné de Halil, Soliman Pacha était déjà décédé, la famille Paléologue espérait le voir comme le nouveau dirigeant du beylik ottoman. Mais à leur grand désarroi, après la mort d'Orhan, le frère de Halil, Mourad Ier a été intronisé comme le nouveau sultan. Bien que Halil ait essayé de se battre pour le trône, il a été exécuté en 1362 par son frère.